# Ascoconidium tsugae
Ascoconidium tsugae är en svampart som beskrevs av A. Funk 1966. Ascoconidium tsugae ingår i släktet Ascoconidium och familjen Helotiaceae.   Inga underarter finns listade i Catalogue of Life.